# Janja Vidmar

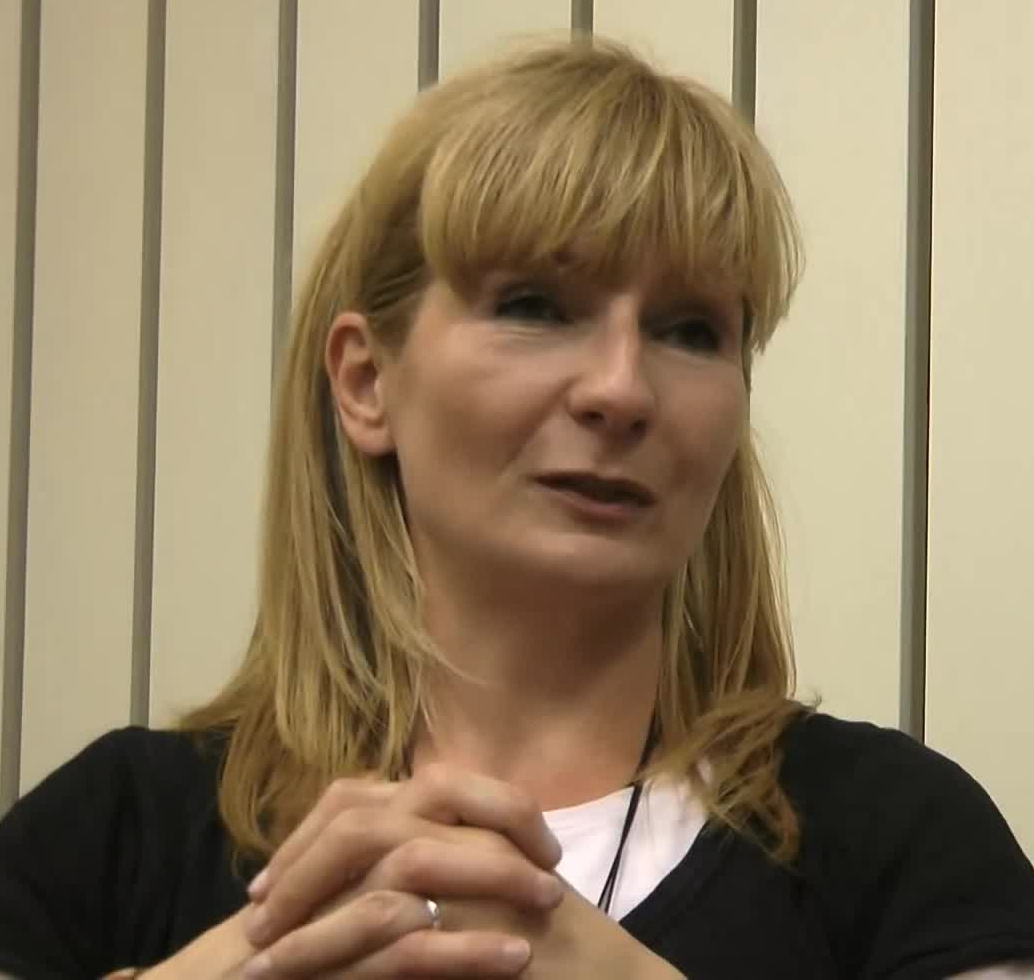
Janja Vidmar (2012)

Janja Vidmar (* 23. März 1962 in Ptuj, SFR Jugoslawien) ist eine slowenische Kinder- und Jugendbuchautorin sowie Szenaristin.

## Leben und Werk
Janja Vidmar wuchs in Maribor auf, wo sie auch maturierte. Nach abgebrochenen Studien an der Akademie der Bildenden Künste und der Philosophischen Fakultät in Ljubljana absolvierte sie an der Pädagogischen Fakultät in Maribor ein Slowenisch- und Pädagogikstudium. Seit Anfang der 1990er Jahre ist sie als Freie Kulturschaffende tätig. Sie ist Mitglied des Slowenischen Schriftstellerverbands. Als Vorsitzende der Sektion für Jugendliteratur innerhalb des Verbands rief sie 2004 den Desetnica-Preis für Kinder- und Jugendliteratur ins Leben.
Vidmar ist einer der bekanntesten und meistgelesenen Kinder- und Jugendbuchautoren Sloweniens. Neben sozial-psychologischen Romanen und Erzählungen schreibt sie auch Abenteuergeschichten, fantastische Erzählungen und Krimis für Kinder, Hörspiele, Theatertexte sowie Drehbücher für Film und Fernsehen. Ihre Jugendromane behandeln Probleme Heranwachsender und teils noch immer tabuisierte Themen wie z. B. Gewalt in der Familie (Baraba, 2001; dt. Der Bastard, 2004) oder unter Altersgenossen (Punce za znoret, 2003, Mädchen zum Durchdrehen), Verhaltens- und Essstörungen (Angie, 2007; Debeluška, 1999, Dickerchen), schwerwiegende Folgen jugendlichen Leichtsinns (Šuterji, 2009, Shooter) oder gleichgeschlechtliche Liebe (Fantje iz gline, 2005, Jungs aus Ton). Ihr Roman Princeska z napako (1998, Prinzessin mit Fehler), in dem sie die Schwierigkeiten eines vor dem Krieg nach Slowenien geflüchteten bosnischen Mädchens beschreibt, das in ihrer naiven Suche nach der Akzeptanz ihrer Mitschüler Opfer von sexuellem Missbrauch wird, gilt in slowenischen Mittelschulen als Pflichtlektüre. Vidmar sieht ihre Aufgabe darin, Jugendliche auf ihrem Weg zu kritisch denkenden Menschen zu unterstützen und ihnen beim Überwinden von Vorurteilen und Stereotypen zu helfen. Gesellschaftliche Probleme und Tabus dienen dabei als Rahmen, in dem die Suche nach der eigenen Identität verhandelt wird.
Für ihr Schaffen wurde sie mehrfach ausgezeichnet und für nationale und internationale Preise nominiert. 2005 erhielt sie eine Nominierung als „Slowenin des Jahres“, 2010 wurde sie in die IBBY Honour List aufgenommen. Für ihre Romane Princeska z napako und Pink wurde sie 1999 und 2009 mit dem Večernica-Preis ausgezeichnet. Ihre Bücher wurden ins Deutsche, Englische, Italienische, Kroatische und Serbische übersetzt.

## Publikationen und Übersetzungen (Auswahl)
- Princeska z napako, 1998. Ljubljana: DZS.
- Debeluška, 1999. Ljubljana: Mladinska knjiga.
- Sence poletja, 2000. Ljubljana: Mladinska knjiga.
- Baraba, 2001.
  - dt. Übersetzung: Der Bastard. Übersetzt von Andrea Greistofer-Vrbinc, 2004. Klagenfurt/Celovec; Ljubljana/Laibach; Wien/Dunaj: Hermagoras/Mohorjeva.
- Punce za znoret, 2003. Ljubljana: Karantanija.
- Prijatelja, 2003. Ljubljana: Mladika.
  - dt. Übersetzung: Freunde. Übersetzt von Adrian Kert, 2007. Klagenfurt/Celovec; Ljubljana/Laibach; Wien/Dunaj: Hermagoras/Mohorjeva.
- Moja Nina, illustriert von Matjaž Schmidt, 2004. Ljubljana: Mladika.
- Vsiljivka, 2004. Ljubljana: Gyrus.
- Fantje iz gline, 2005. Ljubljana: Mladinska knjiga.
- ZOO, 2005.
  - dt. Übersetzung: Zoo. Aus dem Slowenischen von Andrea Haberl-Zemljič, 2008. Klagenfurt/Celovec; Ljubljana/Laibach; Wien/Dunaj: Hermagoras/Mohorjeva.
- Angie, 2007. Novo mesto: Goga.
- Pink, 2008. Radovljica: Didaktika.
- Šuterji, 2009. Ljubljana: Cankarjeva založba.
- Kebarie, 2010. Dob pri Domžalah: Miš.
- Brez, 2011. Dob pri Domžalah: Miš.
- Tretja možnost, 2014. Dob pri Domžalah: Miš.
- Črna vrana, 2018. Ljubljana: Mladinska knjiga.